# Jean Cote (Alberta)
Jean Côté (Jean Cote en Anglais) est un hameau (hamlet) de Smoky River No 130, situé dans la province canadienne d'Alberta.